# Anna Frebel
Anna Frebel (Berlino, 1980) è un'astronoma e astrofisica tedesca.
Il suo ambito di ricerca comprende la scoperta delle stelle più antiche nell'Universo.

## Biografia
Anna Frebel è cresciuta a Gottinga, in Germania. Dopo la maturità, ha intrapreso lo studio della Fisica all'Università di Freiburg im Breisgau. Ha continuato poi i suoi studi in Australia, dove ha conseguito sia un master in Fisica teorica che un dottorato presso l' Osservatorio del Monte Stromlo dell'Australian National University di Canberra. Grazie ad una WJ McDonald Postdoctoral Fellowship, ha continuato ancora i suoi studi presso l'Università del Texas ad Austin nel 2006.
Dal 2009 al 2011 è stata Clay Postdoctoral Fellow presso l'Harvard-Smithsonian Center for Astrophysics a Cambridge, Massachusetts. Nel 2012 è diventata professore aggiunto di fisica presso il Massachusetts Institute of Technology. Dal 2017 è professore associato.
Nel 2020-21 è ricercatrice ospite presso il Wissenschaftskolleg zu Berlin.
Dal 2022 è Professor of Physics al MIT.

## Scoperte
Nel 2005, Anna Frebel ha partecipato alla scoperta della stella HE 1327-2326, che è la stella con il più basso contenuto di ferro conosciuto. Nel 2007 ha anche scoperto la stella gigante rossa HE 1523-0901, dell'età di circa 13,2 miliardi di anni.
Nel 2019, la Frebel e i suoi colleghi rilevarono concentrazioni di zinco relativamente elevate (circa l'80% del contenuto di ferro) in HE 1327-2326 grazie alle osservazioni del Cosmic Origins Spectrograph dal telescopio spaziale Hubble.

## Premi e riconoscimenti
- 2007: Premio Charlene Heisler per il miglior dottorato in astronomia nel 2006 in Australia[6]
- 2009: Presentazione di apertura XLAB Science Festival, Gottinga
- 2009: Premio Ludwig Biermann (Premio giovane astronomo) della Società Astronomica Tedesca
- 2010: Premio Annie J. Cannon per l'astronomia dell'American Astronomical Union[7]
- 2010: Lise-Meitner-Lectures, Gottinga[8][9] e Innsbruck
- 2011: Kavli Frontiers of Science Fellow, Accademia Nazionale delle Scienze